# Pedra do Elefante

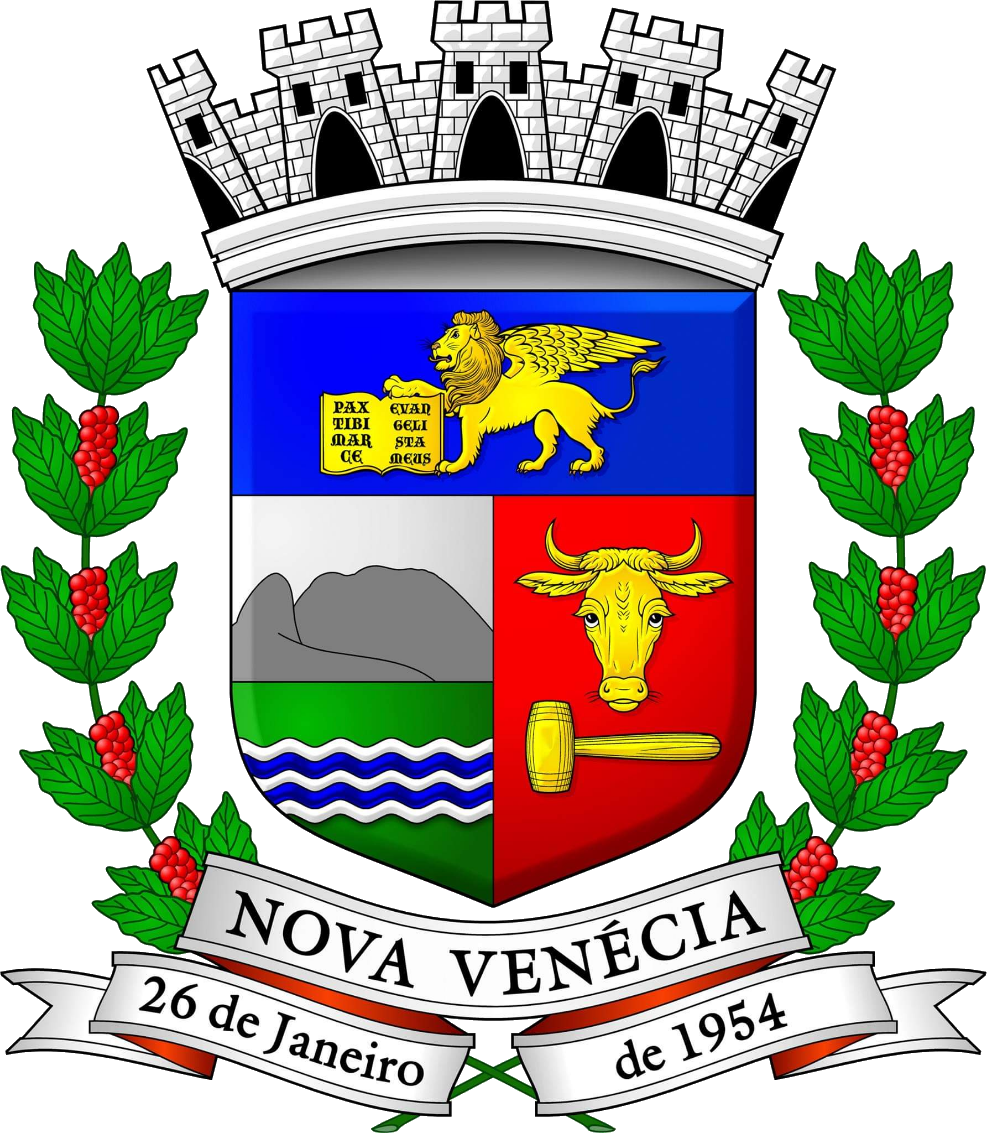
Brasão de Nova Venécia, contendo o desenho da Pedra do Elefante

A Pedra do Elefante é parte de um afloramento rochoso localizado na cidade brasileira de Nova Venécia, estado do Espírito Santo. Medindo 604 metros de altitude, é o principal símbolo do município de Nova Venécia e um dos elementos do seu brasão oficial.
A Pedra do Elefante representa o início da formação rochosa da Serra dos Aimorés. Está incluída em uma Área de Proteção Ambiental que leva o nome da pedra, com cerca de 2,5 mil hectares, criada em 2001 por meio do decreto estadual nº 794-R, e tombada como Patrimônio Geológico pelo Conselho Estadual de Cultura por meio da Resolução 04/84A, sendo inscrita no Livro de Tombo Arqueológico, Etnográfico, Paisagístico e Científico sob o nº 03. O grupo de afloramentos rochosos apresenta uma biodiversidade associada a ecossistemas de encosta, com vegetação rupestre e trechos de mata atlântica. A unidade de conservação faz parte do Corredor Ecológico da Pedra do Elefante, onde se encontram espécies raras, endêmicas e ameaçadas de extinção.
O local é um atrativo turístico do estado, recebendo muitos visitantes, sendo incluído no Projeto Campo Vivo, voltado para o estímulo do turismo em Nova Venécia e região. No local existe uma gameleira centenária associada ao culto da Mãe Peregrina, uma invocação de Nossa Senhora da Paz. Além disso, sobrevive na região um importante patrimônio histórico edificado de casarões do século XIX. Grupos de artesãos locais produzem itens associados às histórias e lendas da área. O Corredor Ecológico da Pedra do Elefante faz parte do grupo de dez corredores ecológicos do estado, com grande potencial para o ecoturismo, geoturismo e turismo de aventura.
Contudo, é uma área ameaçada. Na década de 1990 o entorno da Pedra do Elefante foi afetado pela mineração, são poucas as atividades de educação ambiental e proprietários de trechos que lá estavam antes da homologação da Área de Proteção Ambiental ainda lá permanecem e mantêm práticas agrícolas daninhas ao ambiente. Em 2011 foi organizado um projeto de recuperação de trechos degradados pela mineração.